# The Shiunji Family Children
The Shiunji Family Children (紫雲寺家の子供たち?, Shiunji-ke no kodomo-tachi) è un manga scritto e disegnato da Reiji Miyajima. La serie viene pubblicata dal 25 febbraio 2022 sulla rivista per manga seinen Young Animal. Una serie televisiva anime prodotta da Doga Kobo è stata trasmessa dall'8 aprile al 24 giugno 2025.

## Trama
Arata Shiunji è un giovane uomo che vive con le sue cinque sorelle, Banri, Seiha, Ouka, Minami e Kotono, e un fratello minore, Shion. Non avendo mai avuto una ragazza, sembra che rimarrà single anche nel prossimo futuro. Un giorno, però, il padre rivela alla famiglia un segreto sconvolgente: lui e i suoi fratelli non sono consanguinei. Arata si trova così ad affrontare una situazione inaspettata a causa di questa rivelazione.

## Personaggi
Arata Shiunji (紫雲寺 新?, Shiunji Arata)
Doppiato da: Yūichirō Umehara, Minami Hinata (da bambino)
Il protagonista e il figlio maggiore della famiglia Shiunji. Ha la stessa età di Ouka ed è suo gemello. Si sforza di mantenere la dinamica dei fratelli nella famiglia, anche dopo la rivelazione che non sono imparentati tra loro.
Banri Shiunji (紫雲寺 万里?, Shiunji Banri)
Doppiata da: Chika Anzai
La figlia maggiore della famiglia Shiuji e studentessa universitaria. Il suo obiettivo è diventare infermiera ed è molto apprezzata per la sua personalità gentile. Ha paura dei fantasmi e del soprannaturale.
Seiha Shiunji (紫雲寺 清葉?, Shiunji Seiha)
Doppiata da: Marika Kōno
È la seconda sorella maggiore della famiglia Shiunji. Particolarmente intelligente, è la migliore studentessa della scuola ed è la migliore della classe.
Ouka Shiunji (紫雲寺 謳華?, Shiunji Ōka)
Doppiata da: Rie Takahashi
La terza sorella maggiore della famiglia Shiunji e la "gemella" di Arata, estroversa e popolare, anche se in seguito si scoprirà che si tratta di una facciata che nasconde il suo vero io più fragile e le sue lotte interiori.
Minami Shiunji (紫雲寺 南?, Shiunji Minami)
Doppiata da: Hana Hishikawa
La sorella gemella biologica di Shion è molto atletica ed è una campionessa di tennis. A scuola ha un fan club composto per lo più da ragazze.
Kotono Shiunji (紫雲寺 ことの?, Shiunji Kotono)
Doppiata da: Kana Ichinose
È la sorella minore della famiglia Shiunji e frequenta la scuola media. Nonostante sia stata respinta in passato, prova dei sentimenti per Arata, che sono cresciuti dopo la rivelazione che non sono legati da vincoli di sangue.
Shion Shiunji (紫雲寺 志苑?, Shiunji Shion)
Doppiato da: Chiaki Kobayashi
È l'unico altro figlio della famiglia Shiunji e il gemello biologico di Minami. Indossa regolarmente un berretto e dà spesso consigli ad Arata.
Kaname Shiunji (紫雲寺 要?, Shiunji Kaname)
Doppiato da: Masaki Terasoma
Il padre adottivo dei fratelli Shiunji, che improvvisamente rivela loro che non sono tutti consanguinei al 15° compleanno di Kotono. Nonostante ciò, dimostra di amare e di tenere molto ai suoi figli.

## Media

### Manga
Il manga, scritto e disegnato da Reiji Miyajima, viene serializzato dal 25 febbraio 2022 sulla rivista per manga seinen Young Animal edita da Hakusensha. I capitoli vengono raccolti in volumi tankōbon a partire dal 15 luglio 2022. Al 29 maggio 2025 sono stati pubblicati 7 volumi.
La serie viene distribuita anche in Nord America da Yen Press. In Italia la serie è stata annunciata durante il Napoli Comicon 2025 da Edizioni BD che la pubblica sotto l'etichetta J-Pop a partire dal 23 luglio 2025.
| 1 | 15 luglio 2022 | ISBN 978-4-592-16701-3                                                      | 23 luglio 2025 | ISBN 978-88-349-3567-5 |
| 1 | Capitoli - 1. Il segreto della famiglia Shiunji (紫雲寺家の秘密?, Shiunji-ka no himitsu) - 2. Cambiano le cose tra fratelli (兄弟姉妹の変化?, Keiteishimai no henka) - 3. I sentimenti della quinta figlia (五女の想い?, Go on'na no omoi) - 4. Le aspettative della seconda figlia (次女の思惑?, Jijo no omowaku) - 5. Le preoccupazioni della quarta figlia (四女の苦悩?, Shi on'na no kunō) - 6. Il desiderio della primogenita (長女の願い?, Chōjo no negai) - 7. La dichiarazione della terza figlia (三女の告白?, Sanjo no kokuhaku) |                                                                             |                |                        |
| 2 | 14 luglio 2023 | ISBN 978-4-592-16702-0 (ed. regolare) ISBN 978-4-592-16803-4 (ed. limitata) | settembre 2025 | ISBN 978-88-349-3665-8 |
| 2 | Capitoli - 8. (紫人として?, Hitotoshite) - 9. (トレーニング南?, Torēningu Minami) - 10. (スマホ万里?, Sumaho Banri) - 11. (ツイスター清葉?, Tsuisutā Seiha) - 12. (すぷら謳華?, Supura Ouka) - 13. (いいひと?, Ii hito) |                                                                             |                |                        |
| 3 | 16 febbraio 2024 | ISBN 978-4-592-16703-7                                                      | —              | —                      |
| 3 | Capitoli - 14. (新トレーナー?, Shin Torēnā) - 15. (私の一勝?, Watashi no ichikatsu) - 16. (南-0?, Minami-Rabu) - 17. (四女·南?, Shi on'na Minami) - 18. (母の日?, Haha no hi) - 19. (強くなりたい?, Tsuyoku naritai) - 20. (8月4日?, Hachigatsu yokka) |                                                                             |                |                        |
| 4 | 17 luglio 2024 | ISBN 978-4-592-16704-4                                                      | —              | —                      |
| 4 | Capitoli - 21. (好きじゃない?, Suki janai) - 22. (形見?, Katami) - 23. (見たいもの?, Mitai mono) - 24. (本当の兄妹?, Hontō no kyōdai) - 25. (会いにくるわけ?, Ai ni kuru wake) - 26. (皆に言えない?, Mina ni ienai) - 27. (好きな人?, Sukinahito) |                                                                             |                |                        |
| 5 | 17 ottobre 2024 | ISBN 978-4-592-16705-1                                                      | —              | —                      |
| 5 | Capitoli - 28. (10も無い?, 10 mo nai) - 29. (ずっと前から?, Zutto mae kara) - 30. (理想のお嫁さん?, Risō no o yomesan) - 31. (何度も見てきた?, Nando mo mitekita) - 32. (”好き”って言ったら?, "Suki" tte ittara) - 33. (兄じゃなければ?, Ani ja nakereba) - 34. (本当の”きょうだい”?, Hontō no "kyōdai") |                                                                             |                |                        |
| 6 | 14 marzo 2025 | ISBN 978-4-592-16706-8                                                      | —              | —                      |
| 6 | Capitoli - 35. (そんな仲?, Sonna naka) - 36. (いつもと違う?, Itsumo to chigau) - 37. (ズルくても?, Zuru kutemo) - 38. (一番なのに?, Ichiban nanoni) - 39. (それでも私は?, Soredemo watashi wa) - 40. (パジャマ戦争?, Pajama sensō) - 41. (女性として?, Josei to shite) |                                                                             |                |                        |
| 7 | 29 maggio 2025 | ISBN 978-4-592-16707-5                                                      |                |                        |
| 7 | Capitoli - 42. (たまたまですよ?, Tamatama desu yo) - 43. (”つらさ”と”恋”?, "Tsura-sa" to "koi") - 44. (白馬の騎士?, Hakuba no kishi) - 45. (今この瞬間?, Ima kono shunkan) - 46. (妹達を笑うのは?, Shisutāzu o warau no wa) - 47. (よく分かんねぇけど?, Yoku wakannē kedo) - 48. (貴方のことが?, Anata no koto ga) |                                                                             |                |                        |

### Anime

Logo originale della serie

Nel febbraio 2024 è stato annunciato che la serie riceverà un adattamento anime. La serie è prodotta da Doga Kobo e diretta da Ryouki Kamitsubo, con la sceneggiatura scritta da Noboru Kimura e il character design e la direzione principale dell'animazione di Miki Muto. La colonna sonora è composta da Akki, Ginnojo Hoshi e Shota Horie. La serie è stata trasmessa dall'8 aprile al 24 giugno 2025 su AT-X e altre reti. La sigla di apertura è Honey Lemon (ハニーレモン?, Hanī Remon) di NAcherry, mentre quella di chiusura è Like You o(>< = ><)o Love You?, cantata da Chika Anzai, Marika Kōno, Rie Takahashi, Hana Hishikawa e Kana Ichinose nei panni delle "Shiunji Family Children".
La serie è stata trasmessa in streaming da Crunchyroll. Medialink ha concesso in licenza la serie nel sud-est asiatico e in Oceania (tranne Australia e Nuova Zelanda) per lo streaming sul canale YouTube di Ani-One Asia.

#### Episodi
| Nº | Titolo italiano Giapponese 「Kanji」 - Rōmaji - Traduzione letterale | In onda        | In onda |
| Nº | Titolo italiano Giapponese 「Kanji」 - Rōmaji - Traduzione letterale | Giapponese     |         |
| 1  | E se... 「What if...?」 – "E se...?"                                 | 8 aprile 2025  |         |
| 2  | Now what 「Now what」 – "Ora che cosa..."                            | 15 aprile 2025 |         |
| 3  | For now 「For now」 – "Per il momento"                               | 22 aprile 2025 |         |
| 4  | Respectively 「Respectively」 – "Rispettivamente"                    | 29 aprile 2025 |         |
| 5  | Perhaps 「Perhaps」 – "Forse"                                        | 6 maggio 2025  |         |
| 6  | Now's the time 「Now's the time」 – "È il momento giusto"            | 13 maggio 2025 |         |
| 7  | Surely 「Surely」 – "Sicuramente"                                    | 20 maggio 2025 |         |
| 8  | Since then 「Since then」 – "Da allora"                              | 27 maggio 2025 |         |
| 9  | Not yet 「Not yet」 – "Non ancora"                                   | 3 giugno 2025  |         |
| 10 | Finally 「Finally」 – "Finalmente"                                   | 10 giugno 2025 |         |
| 11 | So then 「So then」 – "Quindi"                                       | 17 giugno 2025 |         |
| 12 | Still 「Still」 – "Ancora"                                           | 24 giugno 2025 |         |